# 上海市初中毕业统一学业考试

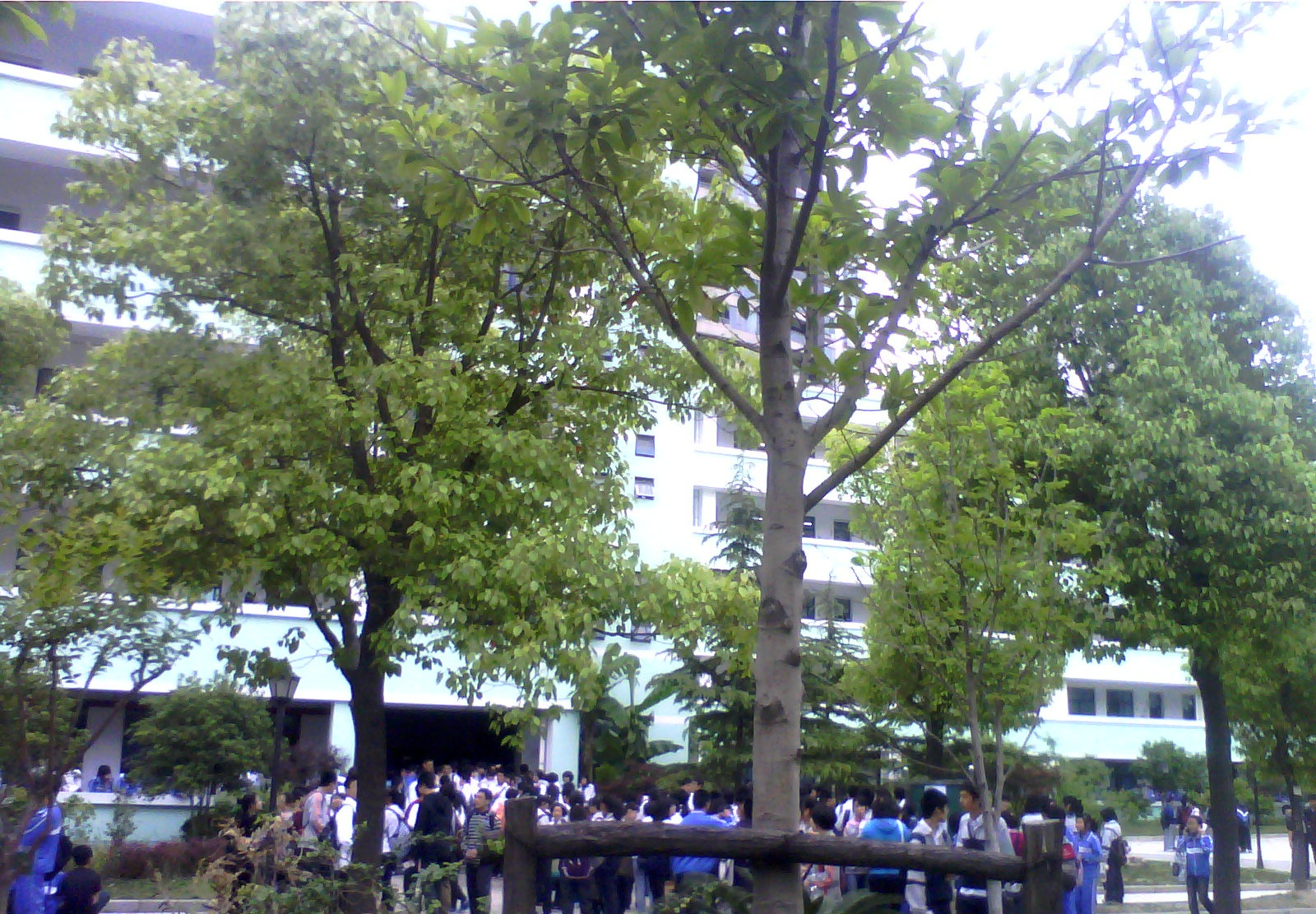
中考浦东新区建平香梅中学考点，考生等待进场

上海市初中毕业统一学业考试简称上海中考，是中华人民共和国上海市曾經實施的所有应届完成九年义务教育的初中毕业学生都必须要参加的统一考试。同时，往届初中毕业生和在外省市就读的上海市户籍初中毕业生也可以报名参加考试。该考试由上海市教育考试院统一命题，全市统一进行考试（体育、理化实验操作部分除外）。上海中考包含语文、数学、英语、物理、化学、跨学科六个大科目，以及体育、道德与法治、理化实验操作技能三个附加科目。八个项目均为必考。上海中考普通文化科目的考试时间为每年6月第三个周末，体育考试时间为3月底至4月底，思想品德、理化操作技能考试时间为5月底。这场考试不仅是初中毕业考试，更是高中入学考。2018年，共有7.03万人报名考试，2019年，全市有7.2万人报名考试。自2021年起，上海高中將通過上海市初中学业水平考试錄取學生。

## 考试概况
上海中考分为体育、理化操作、道德与法治、文化科目，共四大考试部分。其中，文化科目考试时间为六月第三个周末（例如2019年为6/15和6/16）。在分数值安排上，2020年及以前总分为630分：语文、数学、英语满分均为150分，其中语文包含60分的作文，英语包含20分的小作文以及笔试、听力两部分；物理、化学、跨学科为“合卷”考试，总分值仍为150分，其中物理占90分，化学占60分；体育占30分（思想品德、理化实验操作考试不计分，但是会对高中录取产生一定影响）2021年以后总分为750分：语文、数学、英语仍然为150分，其中英语新增了“听说测试”部分；综合试卷分为物理、化学、跨学科三部分，其中物理70分、化学50分、跨学科15分；物理化学实验操作15分；历史与道德与法治均为60分，其中统一考试30分，日常测评30分；体育仍为30分。在题目难度上，简单题、中等题、难题的比例控制在8:1:1。
2019年，公办普通高中最低分数线为450分。取得提前批次预录取的，不低于530分。零志愿分数线为562分。
中本贯通分数线为450分，中高职贯通为325分，普通中专为305分。
|      | 语文    | 数学    | 英语   | 英语听说测试 | 物理化学跨学科                  | 体育                         | 道德与法治                   | 理化实验操作        |
| ---- | ------- | ------- | ------ | ------------ | ------------------------------- | ---------------------------- | ---------------------------- | ------------------- |
| 时间 | 100分钟 | 100分钟 | 90分钟 | 约10分钟     | 共120分钟                       | ——                           | 40分钟                       | 约20分钟（分为2场） |
| 分值 | 150     | 150     | 140    | 10           | 135（物理70、化学50、跨学科15） | 30（统一考试15、日常评测15） | 60（统一考试30、日常测评30） | 15（物理10、化学5） |

### 体育

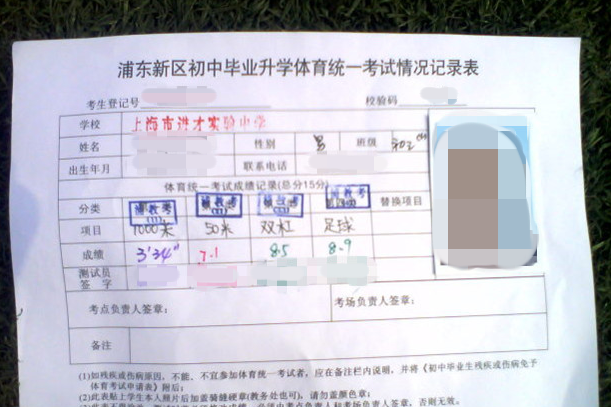
一张2011年中考体育项目的成绩表

体育考试在每年4月最先进行，该科总分为30分。其中15分为平时分数，是由考生所在的学校根据学生平时体育成绩和“国家学生体质健康标准综合评定项目”进行评定，15分为统一考试分数，分为四个大项。体育统一考试时间为各区自行安排。
对于有身体疾病和其它困难以至于无法正常参加体育考试的学生，可经由专业医师审核与教育局批准后，得以免考。
| 体育项目                                                                                         | 分数值 |
| ------------------------------------------------------------------------------------------------ | ------ |
| 平时分数                                                                                         | 15     |
| 男生1000米跑或女生800米跑(该项目可用200米游泳或4分钟跳绳替换)                                    | 6      |
| 田径项目(50米跑、立定跳远、跳绳、实心球、引体向上（仅男生）、25米游泳、仰卧起坐（仅女生）等选一) | 3      |
| 体操项目(垫上运动、横箱分腿腾跃、双杠、单杠等选一)                                               | 3      |
| 球类项目(足球、篮球、排球选一)                                                                   | 3      |
| 总分                                                                                             | 30     |

随着时间推移，中考体育项目的评判标准也在不断调整，总体上有不断增加难度的趋势。例如男生25米游泳，2010年满分为34秒，2011年需达到22秒才可得到满分。2020至2023年，上海体育中考统一考试暂停，相应成绩按满分15分计2024年恢复正常。

### 道德与法治
道德与法治考试由市教育考试院统一出卷命题，考试在每年五月下旬。与其它科目不同，道德与法治考试是开卷考试，考试可以携带任何纸质资料和课本进场考试。该科总分60分，中考成绩占30分，平时成绩占30分。只有在思想品德考试中得到“及格”或更高的档次的学生才有资格进入上海市实验性示范性高中。如果考生在该科目不及格，将失去进入市实验性示范性高中的资格。

### 理化实验操作技能
理化实验操作技能考试主要考察学生在物理和化学方面的实际操作能力，该考试计分，总分为15分，其中物理10分，化学5分。考试于每年年5月底前举行。

### 英语听力
上海中考英语听力部分与笔试部分考试一同进行。听力采用由上海东方广播电台（东方都市广播）统一播音收听的方法，广播频率为中波792千赫（AM792）、调频调幅89.9兆赫（FM89.9）。因为英语听力为全市范围广播播报，所以位于考场外的普通收音机也可以收听到英语听力内容。

## 录取流程
因为上海中考既是初中毕业的考试，也是高中入学考试。所以，高中录取也是上海中考重要的一环。

### 中考报名
中考报名时间为每年二月。对于应届初中毕业生，中考报名采用统一报名的形式，由学生所在的学校组织统一报名。对于往届初中毕业或外省市初中毕业的考生，应当按规定在相应的区（县）中招办进行个别报名。

### 提前录取
提前录取是上海中考的招生方式之一。提前录取的程序一般在每年4月进行。各个实验性、示范性高中会将招生计划的一部分用来提前录取，提前录取又分“推优”和“自荐”，“推优”是指考生所在的学校选拔少数综合素质较高者进行推荐，而“自荐”则为考生在推优之余自我推荐。招生的学校对获得推荐的学生以及自我推荐的学生进行一系列考核和评比，是为“自主招生”。获得通过的学生经过公示无异议后，可被提前录取。提前录取的学生仍需要参加中考各科考试，但是投档录取分数线会比统一录取分数线低30-40分左右。

### 成绩查询
中考成绩可通过上海市各大媒体、上海市各区教育局门户网站在线查询。成绩公布日期为考试结束后一个月左右。对查询结果持有异议的考生可以在成绩公布之后两日内申请复核。

### 志愿填报
上海中考志愿采用“自主招生志愿”、“名额分配到区志愿”、“名额分配到校志愿”、“中等专业学校自主招生志愿”、“平行志愿”结合的方式。学生需要在中考前填报志愿。
“自主招生志愿”适用于考试报考外区县的实验性示范性高中。因为这一部分的招生计划独立于平行志愿，故得名。此外，上海市教育委员会直属的华东师范大学第二附属中学、上海交通大学附属中学必须使用自主招生志愿填报。
名额分配到区/校志愿指实验性示范性高中将一定招生名额按照报考人数比例分配给各区，各区再按照各学校报考人数比例将名额以抽签的形式分配给各学校。因此名额分配志愿具有一定的不确定性。
中等专业学校自主招生志愿始于2010年，通过该填报方式被中专录取的学生，将在五至六年的时间里以中职与高职的待遇学习，最后获得大专或本科学历。
1-15平行志愿，是指考生可以填报本区县范围内的15所高中或中专，以及极少数外区招收本区学生的学校。该志愿的录取次序是四个志愿中的最后一个。

### 批次顺序
首先进行的是“提前批”学校正式录取。提前批录取工作结束后为“统一录取”批次学校投档录取，该批次内按照零志愿→名额分配志愿→中高职贯通志愿→1-15平行志愿的顺序先后进行录取工作。统一录取批次结束后若考生没有被任何填报志愿的学校录取，则需要进行“征求志愿”，即为在剩余有招生名额的学校中重新选择。“征求志愿”为最后批次录取。

## 相关现象

### 考试焦虑

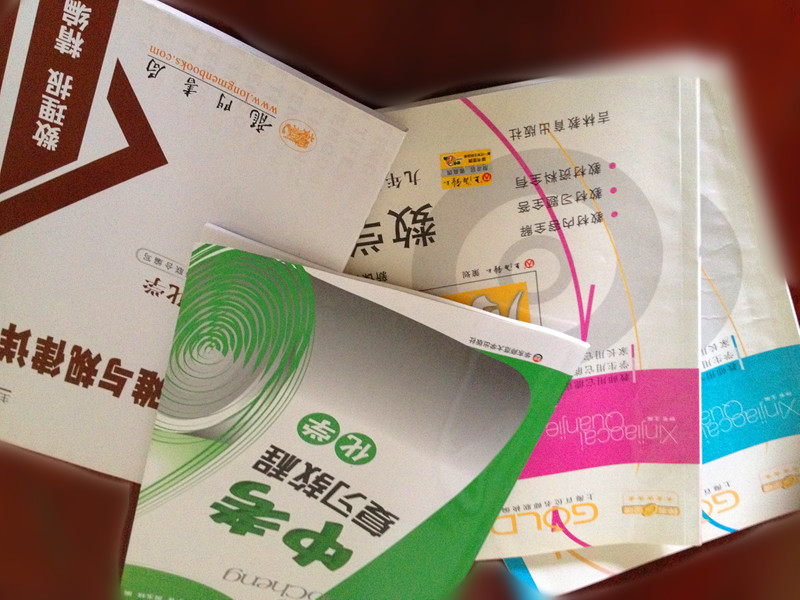
参加中考的考生往往压力较大，忙于应付各种教辅备考材料。

上海中考在上海教育界、以至于全市的地位都是非常高的。上海中考在历史上曾经经过多项改革与变动，在应试教育的大背景下，市民对其的重视程度几与高考相当。其伴随而来的各种考生和家长的考前焦虑症也大量出现。一些学生考前压力大到不堪重负。

### 分区县录取和“跨区考”
上海中考的命题与考试由全市统一安排，但录取过程中各区县却是分开独立进行的。由于各区县教育资源不均衡加之零志愿等外区县学校志愿的计划数在全部计划数中占比很小，导致相同成绩的不同区县的考生很可能被不同层次的学校录取。例如黄浦区和浦东新区的市实验性示范性高中数量相当，然而黄浦区的面积和人口都远不如浦东新区，考生数量也比浦东新区少，所以客观上，浦东新区考生考入市实验性示范性高中的几率要比黄浦区低。
学籍所在地（一般为考生毕业初中所在区县）和户口所在地不在同一区县的考生，可选择在学籍或户口所在区县之一参加中考。这样的考生若选择在户口所在区县参加中考，即为跨区考。这些学生常会选择在录取率较高的区县参加中考以增加自己被更好学校录取的几率。

### 对命题的质疑
上海中考的题目也曾经受到质疑。例如2012年上海中考语文试卷的现代文阅读部分被指与一已出版的教辅书使用完全相同的文章，有人质疑存在“黑幕”。不过也有人认为虽然文章出现雷同，但两者试题完全不一样，出题方向也不一样，可能仅为巧合。

### 高中择校费
上海原本有高中择校费。2011年，上海15个区县取消公办普通高中择校生收费。2012年起，上海全市取消高中擇校費。

### 洩題
2022年7月12日，上海中考数学试题被曝光曾有過泄露，上海市教育考试院隨即报案。上海市公安局浦东公安分局認定上外印务中心装订车间负责人窃取中考试题並將其逮捕，警方還逮捕另一對获取中考试题的夫妇。該夫婦的女兒考試成績無效。上海市保密行政管理部门责令上海上外印务中心有限公司停止涉密印制业务。上外印务中心副总经理兼保密总监陈普岐、上外印务中心保密办主任夏蓥被解除劳动合同关系。上外印务中心法定代表人、总经理周维蕾受到撤销党内职务、降低岗位等级处分，被免去上外印务中心法定代表人、总经理职务。上外印务中心上级单位上海上外资产经营管理有限公司法定代表人、总经理朱文革受到记过处分。